# Isaka Cernak
Isaka Aongor Cernak-Okanya (* 9. April 1989 in Brisbane) ist ein australischer Fußballspieler mit ugandischen Wurzeln.

## Karriere

### Verein
Cernak unterschrieb 2008 einen Vertrag bei Queensland Roar in der A-League. Durch Verletzungen und seine Teilnahme an der U-19-Asienmeisterschaft 2008, kam er erst Ende Januar 2009, am letzten Spieltag der regulären Saison zu seinem Profidebüt. Im Anschluss kam der offensiv variabel einsetzbare Spieler auch in allen drei Partien von Queensland Roar in den Finals zum Einsatz, bei zweien stand er in der Startaufstellung.
Nach einer durchwachsenen Saison, die Brisbane auf dem vorletzten Tabellenplatz abschloss, forcierte der während der Saison neu verpflichtete Trainer Ange Postecoglou einen Umbruch und Cernak erhielt letztlich keinen neuen Vertrag. Stattdessen unterschrieb er einen Ein-Jahres-Vertrag bei North Queensland Fury.
2020 wechselte er nach Thailand. Hier schloss er sich dem Zweitligaaufsteiger Phrae United FC aus Phrae an. Für Phrae absolvierte er 2020 sieben Spiele in der zweiten Liga.
Seit dem 1. Januar 2021 ist er vertrags- und vereinslos.

### Nationalmannschaft
Cernak gehört seit 2007 zum Kader der australischen U-20-Auswahl. Bei der U-19-Asienmeisterschaft 2008 zog er mit dem Team ins Halbfinale ein und qualifizierte sich damit für die Junioren-WM 2009 in Ägypten.

## Erfolge
Home United
- S.League

Vizemeister: 2018
- Singapore Community Shield

Sieger: 2019
SuperSport United
- Nedbank Cup

Sieger: 2015/2016